# 901 Brunsia
A 901 Brunsia (ideiglenes jelöléssel 1918 EE) a Naprendszer kisbolygóövében található aszteroida. Max Wolf fedezte fel 1918. augusztus 30-án.